# Болиян, Александр
Александр Болиян (туркм. Aleksandr Boliýan; 27 июля 1989, Красноводск, Туркменская ССР, СССР) — туркменский футболист армянского происхождения, нападающий клуба «Балкан» и сборной Туркменистана.

## Клубная карьера
Родился в Красноводске. Окончил школу № 14 города Туркменбаши в 2005 году. Служил в войсковой части № 20980.
Выступал за футбольные клубы «Шагадам», «Небитчи». Стал лучшим бомбардиром в сезоне 2012.
В 2015 году перешёл в Чемпионат Узбекистана, подписав контракт с самаркандским «Динамо». 14 марта дебютировал в Чемпионате Узбекистана в матче против «Коканд 1912».
Летом 2015 вернулся в туркменский чемпионат, в команду «Балкан».

## Карьера в сборной
Болиян дебютировал за национальную сборную 23 июля 2011 года на отборочных матчах Чемпионата мира 2014 против Индонезии.
Выступал за Олимпийскую сборную Туркменистана на Азиатских играх 2010 в Гуанчжоу, а также в играх отборочного раунда азиатской квалификации на Олимпийские игры 2012.

## Достижения
- Командные:
  - Серебряный призёр чемпионата Туркменистана (1): 2015
- Личные:
  - Лучший бомбардир чемпионата Туркменистана: 2012[3]

## Семья
Женился 2 марта 2014 года, супруга — Наталия, дочь — Каролина.